# بازآرایی فیشر–هپ
بازآرایی فیشر–هپ (انگلیسی: Fischer–Hepp rearrangement) گونه ای از واکنش بازآرایی در شیمی آلی است که طی آن یک گروه نیتروسو از یک نیتروسامین آروماتیک جدا شده و به کربن حلقه بنزنی متصل می شود. این واکنش در حضور هیدروکلریک اسید بازدهی بالایی دارد. سازوکار دقیق این واکنش تاکنون به درستی کشف نشده است.